# 施韦布海姆
施韦布海姆是德国巴伐利亚州的一个市镇。总面积8.10平方公里，总人口4091人，其中男性2040人，女性2051人（2011年12月31日），人口密度505人/平方公里。